# Glen Clark
Pour les articles homonymes, voir Clark.
Glen Clark (né le 22 novembre 1957 à Nanaimo) est un homme politique de la Colombie-Britannique, au Canada. Il fut premier ministre de la Colombie-Britannique de février 1996 à août 1999.